# Ernest Marsden
Ernest Marsden (Reino Unido: /ˈɜːnɪst ˈmɑːsdən/; Lancashire 1889-Wellington 1970) fue un físico británico que participó en el famoso experimento de Rutherford con partículas alfa. Tras la Primera Guerra Mundial emigró a Nueva Zelanda, donde se convirtió en un científico de referencia presidente de la Royal Society of New Zealand. Durante la Segunda Guerra Mundial volvió a Inglaterra, donde colaboró en el desarrollo del radar.
En 1958 fue nombrado caballero. Trabajó junto a Geiger, utilizando el experimento de Rutherford con rayos de partículas alfa.

## Educación
Nacido en el este de Lancashire, Marsden vivió en Rishton y asistió al Queen Elizabeth Grammar School, Blackburn, donde se hace entrega al premio por excelencia académica que lleva su nombre (The Marsden merit trophy).
En 1909 a los 20 años de edad, conoció y trabajó bajo el mando de Ernest Rutherford en la Universidad de Mánchester. Antes de su graduación llevó a cabo el famoso experimento de Geiger - Marsden, también conocido como el experimento de papel de oro, junto a Hans Geiger bajo la supervisión de Rutherford. Éste experimento le abrió paso a la nueva teoría de la estructura del Átomo de Rutherford, que propone una concentración centralizada de masa cargada positivamente, rodeada de un espacio vacío y de un mar de Partículas cargadas negativamente que la orbitan, cuyos nombres serían Protón y Electrón respectivamente. Posteriormente Rutherford describió el experimento comentando: "Fue tan increíble como si, al disparar un proyectil de 5 centímetros contra un pañuelo de papel, éste volviera hacia ti y te impactara".
El dispositivo usado en el experimento fue una versión temprana de lo que ahora se conoce como Contador Geiger.
En 1915 se transfirió al Victoria University College en Wellington, Nueva Zelanda; para reemplazar al entonces profesor de física, Thomas Laby. Recomendado por Rutherford.

## Carrera
Marsden sirvió en Francia durante la Primera Guerra Mundial como ingeniero real, dónde recibió el mérito de la cruz militar.
En 1922 Marsden se apartó de sus investigaciones y dejó su puesto de profesor de física para la burocracia. Fue nombrado Asistente Director de Educación antes de aceptar el cargo de secretario del nuevo Departamento de Investigación Científica e Industrial (DSIR) por sus siglas en inglés, de Nueva Zelanda en 1926. El departamento se enfocó en la asistencia a industrias primarias, y Marsden trabajó en la organización de proyectos investigativos particularmente dirigidos hacia el área de agricultura.